# Пісочник великий
Пісочник великий, зуйок великий, галстучник (Charadrius hiaticula), цівкун великий — прибережний птах ряду Сивкоподібних (Charadriiformes). Один з 5-ти видів роду у фауні України, політипний вид. В Україні гніздовий, перелітний птах, зустрічаються два підвиди.

## Загальна характеристика

### Морфологічні ознаки

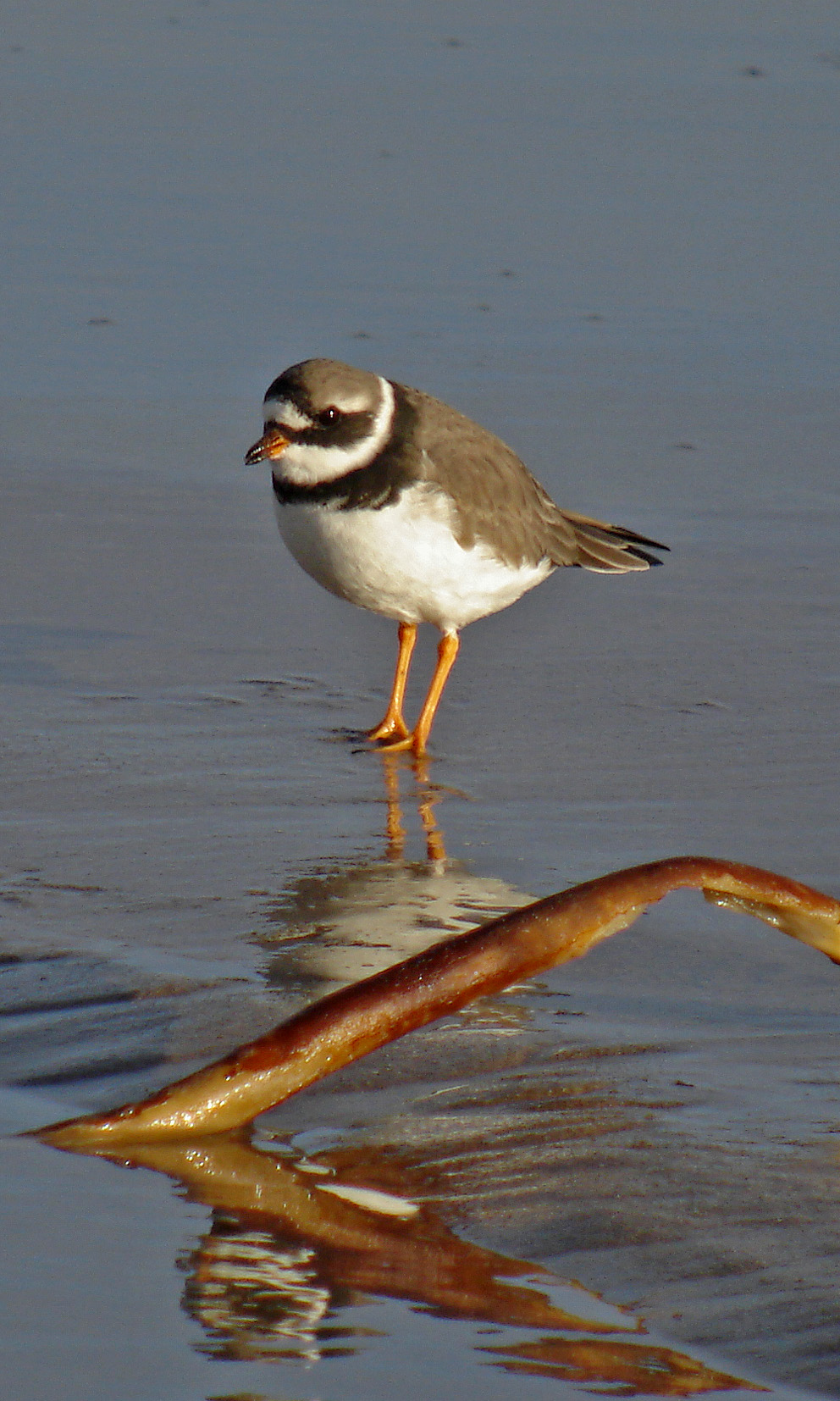
Дорослий птах

Стрункий, трохи менший за шпака кулик, з досить коротким дзьобом і ногами. Довжина тіла − 18-20 см, розмах крил − 48-57 см. Маса − 62-71 г. Дорослий самець у шлюбному вбранні зверху сірувато-бурий; лоб, плями за очима горло, шия і низ білі; передня частина тім'я, вуздечка, плями навколо очей чорні; на волі чорний «нашийник», вздовж основи бурих махових пер проходить біла смуга, яка помітна в польоті; крайні стернові пера білі, центральні − бурі, інші − бурі, з білою верхівкою; дзьоб жовтогарячий, на кінці чорний; ноги жовтогарячі. У позашлюбному вбранні чорний колір замінений темно-бурим; дзьоб чорний. У дорослої самки в шлюбному вбранні чорний колір з домішкою бурого, у позашлюбному вбранні така, як позашлюбний дорослий самець. Молодий птах схожий на дорослого у позашлюбному вбранні, але на перах верху вузька світла облямівка; «нашийник» іноді перерваний.
Від малого пісочника відрізняється білими смугами на крилах і жовтогарячими ногами, а у шлюбному вбранні − крім того, двоколірним дзьобом, а також відсутністю жовтого навкоочного кільця і білої поперечної смуги на тім'ї.

### Голос
Крик «тюіт». Який повторюється, зливаючись у трель.

### Підвиди
Виділяють три підвиди, які незначною мірою відрізняються розмірами та кольором мантії, їхні ареали частково перекриваються:
- Charadrius hiaticula hiaticula − гніздиться в Європі, зустрічається на гніздуванні в Україні;
- Charadrius hiaticula psammodroma − гніздиться в Ісландії, Гренландії, північній Канаді;
- Charadrius hiaticula tundrae − гніздить у арктичних районах − в Європі на півночі Скандинавії, в Азії; під час міграцій трапляється в Україні.

## Ареал виду та поширення в Україні
В Євразії гніздиться від Скандинавії до Чукотки і Анадиря, на узбережжі Балтійського, Північного, Білого морів та в глибині європейського континенту. Зустрічається також в північній Канаді. Зимує в Африці. В Україні гніздиться на кордоні з Білоруссю. На гніздуванні виявлений з 1995 року. Під час міграцій трапляються по всій країні, численніший вздовж великих річок та морського узбережжя.

## Чисельність і причини її зміни
У Європі гніздиться понад 120 тис. гніздових пар, в Україні − лише 9-14. У 1995 р. було знайдено 4 гнізда та 5 виводків на Волині і Львівщині біля сс. Хоцунь, Світязь, Чолгині. У 1996—1999 рр. − 9-14 пар; у 2001—2005 рр. − 8-10, у 2006 р. − 7 та 3 пари біля с. Люб'язь і 2 − біля с. Підкормілля. Реагує на впливи, характерні для малих популяцій; через нестабільність гніздових стацій в Україні може зникнути.

## Особливості біології

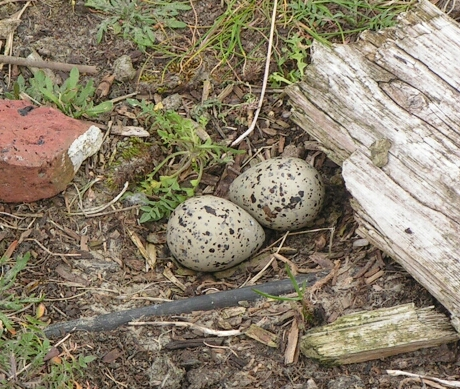
Кладка великого пісочника

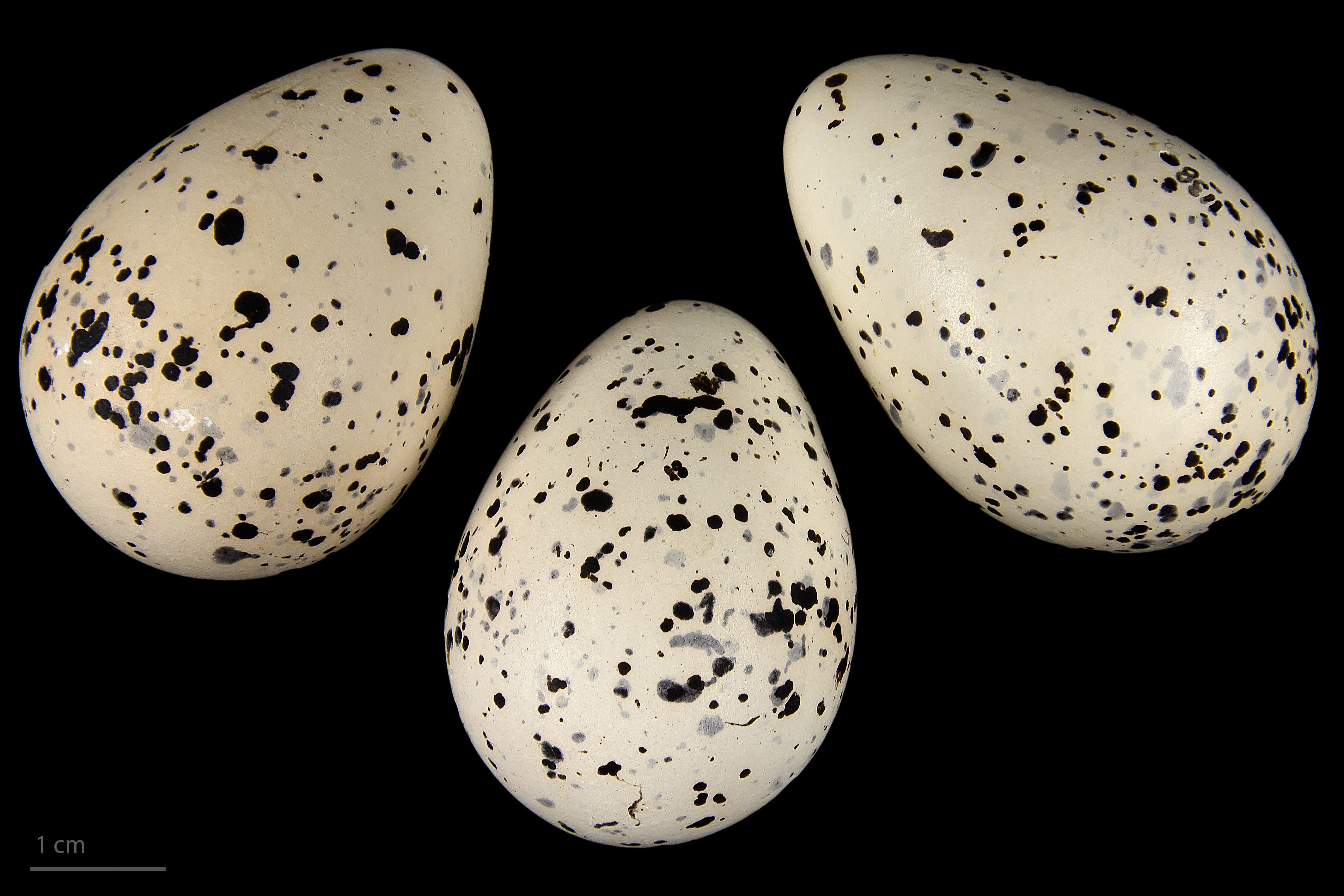
Яйця підвиду Charadrius hiaticula hiaticula в оологічній колекції, Тулузький музей

Перелітний птах. Гніздиться на пасовищах, піщаних косах, пляжах, технічних водоймах. Гнізда на піску, у розрідженій траві, старих коров'ячих кізяках. У кладці 4 жовтуватих з темними плямами яйця. Відкладання яєць відбувається в травні−червні. Насиджування триває 24-26 діб. Пташенята виводкового типу. Статевозрілими пісочники великі стають на першому році життя. У позагніздовий період може утворювати невеликі (до 50 ос.) або значні за чисельністю зграї (до 1,2−1,5 тис. ос.). Живляться дрібними безхребетними (ракоподібні, молюски, комахи).

## Охорона
Знаходиться під охороною Боннської (Додаток ІІ) та Бернської (Додаток ІІ) конвенцій, угоди AEWA. Згідно з європейською природоохоронною значимістю − категорія Non-SPEC, безпечний (Secure). Внесений до Червоної книги України (1994, 2009) (статус − рідкісний). Охороняється в НПП «Прип'ять-Стохід» і заказнику «Чолгинський». З метою покращення охорони потрібно вивчити біотопи гніздування і розробити рекомендації з охорони; у гніздовий період дотримуватись охоронних зобов'язань.